# عبد الإله باغي
عبد الإله باغي، من مواليد 1 يناير 1978 في المغرب، لاعب كرة قدم مغربي. في عام 2007 لعب مع نادي المغرب الفاسي ويلعب منذ عام 2008 إلى الآن مع نادي الكوكب المراكشي. عبد الإله يلعب مع منتخب المغرب لكرة القدم أيضاً.

## روابط خارجية
- عبد الإله باغي على موقع الاتحاد الدولي (مؤرشف)  (الإنجليزية)
- عبد الإله باغي على موقع قاعدة بيانات كرة القدم.إي يو (الإنجليزية)
- عبد الإله باغي على موقع ناشيونال فوتبول تيمز (الإنجليزية)
- عبد الإله باغي على موقع أوليمبيديا (الإنجليزية)